# Peau de banane (série télévisée)
Pour les articles homonymes, voir Peau de banane (homonymie).
Peau de banane est une série télévisée québécoise constituée de 160 épisodes de 26 minutes scénarisée par Guy Fournier puis par Christian Fournier, diffusée entre le 7 septembre 1982 et le 27 avril 1987 sur le réseau TVA.

## Synopsis
La reconstitution familiale.
Dans l'univers des comédies de situation, Peau de banane  tient la route de l'automne 1982 au printemps 1987. D'abord écrite par Guy Fournier, ce dernier cède sa plume à son fils et auteur, Christian Fournier.
Le thème, qui reflète les préoccupations féministes des années 1980, s'appuie sur le couple anticonformiste formé par Simone St-Laurent (Louise Deschâtelets) et Claude Cayer (Yves Corbeil). Elle est vice-présidente d'une agence de publicité tandis que l'homme, professeur à l'origine, reste au foyer à s'occuper des chaudrons. Ce qui ne fait pas de lui un homme « rose », mais plutôt un mâle « en recherche », heureusement doté d'humour.
« C'est la génération née vers 1945, moulée par la religion mais frappée par les revendications sociales », précise Guy Fournier.
Ginette (Marie-Michèle Desrosiers) a mis à la porte son mari, Claude. Ce dernier recommence sa vie aux côtés de Simone. Comme il se doit dans une bonne série de fiction, Ginette revient constamment dans le décor.
Peau de banane a également servi de rampe de lancement à deux jeunes comédiens, frère et sœur dans la vie, Marie-Soleil (12 ans) et Sébastien (9 ans) Tougas, interprétant les enfants de Claude Cayer, Zoé et Renaud. La carrière de Marie-Soleil était ainsi, lancée.
Source : TVA/Groupe TVA/L'album souvenir

## Fiche technique
- Scénarisation : Christian Fournier et Guy Fournier
- Réalisation : Pierre Buron, René Gilbert, Pierre A. Morin, Pierre Ste-Marie, Jean-Louis Sueur
- Société de production : Télé-Métropole

## Distribution
- Louise Deschâtelets : Simone Saint-Laurent
- Yves Corbeil : Claude Cayer
- Marie-Soleil Tougas : Zoé Cayer
- Sébastien Tougas : Renaud Cayer
- Benoît Girard : Narcisse Labbé
- Isabelle Lajeunesse : Mireille Mathieu
- Juliette Huot : Clarisse Cayer
- Marie-Michèle Desrosiers : Ginette Cayer
- Normand Brathwaite : Elvis Laurier
- Raymond Bouchard : Euclide Lamoureux
- Lucie Routhier : Lucille Brodeur
- Daniel Tremblay : Jacques Larivière
- Michel Laperrière : Michel Gagné
- Gilbert Comtois : Julien Benoît
- Gratien Gélinas : Ernest Latendresse
- Olivette Thibault : Antoinette Labbé
- Rolland Bédard : Ovide Poitras
- Monique Miller : Madeleine Rousseau
- Richard Niquette : Jacques Lacroix
- Sophie Stanké : Johanne Tessier
- Richard Blaimert : Bruno
- Félix Lajeunesse-Guy : Ti-Pou
- Yvan Ponton : Raymond
- Roger Garceau : propriétaire de salon funéraire
- Hélène Lasnier : amie d'enfance de Simone
- Lisette Guertin : amie d'enfance de Simone
- Louise Rinfret : amie d'enfance de Simone
- Jean-Luc Montminy : instructeur de tennis
- Renée Girard : Marie-Louise Goyer
- Bondfield Marcoux : amoureux de Mireille
- Josée Dominique : conquête de Claude
- Anne-Marie Boissonnault : Amie de Zoé
- Louisette Dussault : Mme Omer Beaudry
- Kim Yaroshevskaya : Ludmilla Popov
- Frédérike Bédard : Angèle
- Jérôme Thiberghien : Détective
- Chantal Beaupré : animatrice de radio
- Julien Poulin : Freddy
- Gérard Paradis : Jean-Jules Grenon
- Chantal Jolis : animatrice de radio stagiaire
- Gilbert Turp : Vincent Vic
- Julien Delvecchio : Alex
- Patrice Arbour : M. Gilbert
- André Cartier : Sergent Ouellette
- Mahée Paiement : Raphaëlle
- Jean-Marie Moncelet : professeur de théâtre
- Johanne McKay : Annick
- Martin Neufeld : Peter Cox